# نيللي بلي
إليزابيث كوكران سيمان (ولدت إليزابيث جين كوكران؛ 5 مايو 1864 - 27 يناير 1922)، والمعروفة باسمها المستعار نيلي بلي، هي صحفية أمريكية، اشتهرت على نطاق واسع برحلتها القياسية حول العالم في 72 يومًا في محاكاة لشخصية جول فيرن الخيالية فيلياس فوج، عملت متخفية لتقديم تقرير عن مصحة عقلية. كانت رائدة في مجالها وأطلقت نوعاً جديداً من الصحافة التحقيقية.

## النشأة
سُميت عند الولادة إليزابيث ماري جين كوكران سيمان. ولدت في «طواحين كوكران»، والتي أصبحت الآن جزءًا من ضاحية بيتسبيرغ، في بلدة بوريل، في مقاطعة أرمسترونغ، في ولاية بنسلفانيا. بدأ والدها، مايكل كوكران، المولود في حوالي عام 1810، العمل كعامل يدوي، وعامل طاحونة، قبل شراء الطاحونة المحلية ومعظم الأراضي المحيطة بمزرعة عائلته. أصبح لاحقًا تاجرًا، ومدير مكتب بريد، وقاضيًا معاونًا في مطاحن كوكران (التي سميت باسمه) في ولاية بنسلفانيا. تزوج مايكل مرتين. وكان لديه 10 أطفال من زوجته الأولى، كاثرين ميرفي، و 5 أطفال آخرين، بمن فيهم إليزابيث، من زوجته الثانية، ماري جين كينيدي. هاجر والد مايكل كوكران من مقاطعة لندنديري، في أيرلندا، في تسعينيات القرن الثامن عشر.
غالبًا ما دعيت بـ «بينكي» عندما كانت فتاة صغيرة، لارتدائها اللون الزهري في كثير من الأحيان. وأرادت عندما أصبحت مراهقة أن تصور نفسها على أنها أكثر تطورًا، فأسقطت عنها ذلك اللقب، وغيرت كنيتها إلى «كوكران». التحقت بالمدرسة الداخلية لفصل دراسي واحد، ولكن بعد وفاة والدها في عام 1870 أو 1871، أُجبرت على ترك المدرسة بسبب نقص الأموال. انتقلت والدة كوكران وعائلتها إلى بيتسبرغ، في عام 1880.
عُنون عمود في صحيفة بيتسبيرغ ديسباتش بـ «بماذا تنفع الفتيات»، أفاد بأن الفتيات ينفعن بشكل رئيسي في إنجاب الأطفال، وتدبير المنزل، ما دفع إليزابيث على كتابة رد تحت اسم مستعار «فتاة يتيمة وحيدة». أُعجب رئيس التحرير جورج مادن بشغفها، ونشر إعلانًا يطلب فيه من المؤلف أن يعرف بنفسه. وعندما قدمت كوكران نفسها للمحرر، عرض عليها الفرصة لكتابة مقال للصحيفة مرة أخرى، تحت الاسم المستعار «فتاة يتيمة وحيدة».
كان أول مقال لها في ديسباتش بعنوان «معضلة الفتاة»، حول تأثير الطلاق على النساء، ودعت من خلاله إلى إصلاح قوانين الطلاق. أُعجب مادن مرة أخرى بما كتبته، وعرض عليها وظيفة بدوام كامل. اعتادت النساء اللاتي كتبن في الصحف في ذلك الوقت، على استخدام أسماء مستعارة.

## المهنة

### بيتسبيرغ ديسباتش
ركزت نيللي بلي ككاتبة، في أعمالها الأولى في بيتسبيرغ ديسباتش، على حياة النساء العاملات، وكتبت سلسلة من المقالات الاستقصائية عن العاملات في المصانع. وسرعان ما تلقت الصحيفة شكاوى من أصحاب المصانع حول كتاباتها، وأعيد تعيينها في الصفحات الخاصة بالنساء لتغطية الموضة والمجتمع والبستنة، والدور المعتاد للنساء الصحفيات، وكانت مستاءة من ذلك. ثم سافرت إلى المكسيك للعمل كمراسلة أجنبية. وكانت تبلغ فقط الحادية والعشرين، عندما صممت على «فعل شيء لم تفعله فتاة من قبل».
سرعان ما غادرت إلى المكسيك، وأمضت ما يقرب من نصف عام، في إعداد التقارير عن حياة وتقاليد الشعب المكسيكي، ونُشرت لاحقًا في شكل كتاب «ستة أشهر في المكسيك». احتجت في أحد التقارير، على اعتقال صحفية محلية بسبب انتقادها للحكومة المكسيكية، والديكتاتورية في ظل قيادة بورفيريو دياث. عندما علمت السلطات المكسيكية بتقرير بلي، هُددت بالاعتقال، مما دفعها إلى الفرار من البلاد. اتهمت دياث بينما كانت بأمان في منزلها، بأنه قيصر استبدادي، يقمع الشعب المكسيكي ويتحكم بالصحافة.

### فضيحة المصحة
تركت بلي صحيفة بيتسبيرغ ديسباتش، بعد أن أُرهقت مرة أخرى بتقارير المسرح والفنون، في عام 1887، وغادرت إلى مدينة نيويورك. أفلست بعد أربعة أشهر، واتجهت إلى مكاتب صحيفة الصحفي جوزيف بوليتزر «نيويورك وورلد»، وتولت مهمة سرية، وافقت أن تتظاهر فيها بالجنون، للتحقيق في التقارير عن الوحشية والإهمال في المصحة النسائية للأمراض العقلية، في جزيرة بلاكويل.
لم تكن مهمة بلي سهلة في أن تُقبل في المصحة، لذلك قررت أن تهيأ نفسها أولًا، فسكنت في منزل مؤجر يدعى منازل مؤقتة للنساء. بقيت مستيقظة طوال الليل، لتبدو بمظهر المرأة المضطربة واسعة العينين، وبدأت باتهام الساكنات الأخريات بالجنون. أخبرت بلي المشرفة المساعدة أن «هناك الكثير من الأشخاص المجانين، ولا يمكن لأحد أن يخبر بالذي سيفعلونه». رفضت الذهاب إلى السرير، وأخافت في النهاية الكثير من الساكنات الأخريات، واستُدعيت الشرطة لنقلها إلى مبنى المحكمة القريب. وبمجرد أن فحصها ضابط شرطة وقاض وطبيب، نُقلت بلي إلى جزيرة بلاكويل.
شهدت بلي خلال تواجدها في المصحة، الظروف البائسة بشكل مباشر. وخُرّجت من المصحة، بعد عشرة أيام باحتجاج عالمي. وتسبب تقريرها الذي نشر لاحقًا ككتاب بعنوان ماد-هاوس، بضجة كبيرة، ودفع المصحة لتنفيذ إصلاحات، وجلب لها شهرة دائمة.

### حول العالم والتأثير العام
اقترحت بلي على محررها في نيويورك وورلد في عام 1888، أن تقوم برحلة حول العالم، في محاولة لتحويل الرواية الخيالية حول العالم في ثمانين يومًا، إلى حقيقة لأول مرة. بعد ذلك بعام، في الساعة 9:40 من صباح يوم 14 نوفمبر في عام 1889، ومع إشعار لمدة يومين، صعدت على أوغوستا فيكتوريا، وهي سفينة بخارية من خط هامبورغ أمريكا، وبدأت رحلتها البالغة 40,070 كيلومتر.
أخذت معها الفستان الذي كانت ترتديه، ومعطفًا متينًا، وعددا من الملابس الداخلية، وحقيبة سفر صغيرة تحمل أدوات الزينة الأساسية الخاصة بها. حملت معظم أموالها (بقيمة 200 جنيه إسترليني كأوراق مالية إنكليزية وذهب، وكذلك بعض العملات الأمريكية) في حقيبة مربوطة حول عنقها.
رعت صحيفة نيويورك مراسلتها الخاصة، إليزابيث بيسلاند، بشكل عالمي، لتسبق وتتغلب على كل من فيليس فوغ وبلي. سافرت بيسلاند في الاتجاه المعاكس حول العالم، ابتداءً من اليوم الذي انطلقت فيه بلي. لم تعلم بلي برحلة بيسلاند حتى وصلت إلى هونغ كونغ. ورفضت المنافسة الرخيصة، وقالت: «لن أتسابق». «إذا أراد شخص آخر القيام بهذه الرحلة في وقت أقل، فهذا شأنه».
نظمت صحيفة ذا وورلد، لإبقاء الاهتمام بالقصة، مسابقة تخمين نيللي بلي، حيث طُلب من القراء تقدير وقت وصول بلي بالثانية، بجائزة كبرى تتضمن في مقدمتها رحلة مجانية إلى أوروبا، وصرف أموال في وقت لاحق لهذه الرحلة.
مرت بلي، خلال رحلتها حول العالم، عبر إنجلترا وفرنسا (حيث قابلت جول فيرن في آميان)، وبرينديزي، وقناة السويس، وكولومبو (سيلان)، والمستوطنات في مضيق بينانغ وسنغافورة، وهونغ كونغ، واليابان. سمح تطوير فعالية شبكات الكابلات البحرية، والتلغراف الكهربائي، لبلي بإرسال تقارير مرحلية قصيرة، على الرغم من أن عمليات الإرسال الطويلة، استغرقت مدة الإرسال عبر البريد العادي، وبالتالي تأخرت في كثير من الأحيان لعدة أسابيع.
سافرت بلي باستخدام البواخر ونظم السكك الحديدية الحالية، والتي تسببت في عقبات من حين لآخر، خاصة في الجزء الآسيوي من سباقها. زارت خلال هذه المحطات، مستعمرة للمجذومين في الصين، واشترت قردًا في سنغافورة.
وصلت إلى سان فرانسيسكو على متن السفينة أر إم إس أوشيانك من شركة وايت ستار لاين، في 21 يناير، متأخرة يومين عن الموعد المحدد، نتيجة للطقس القاسي عند عبورها المحيط الهادئ. عادت إلى نيو جيرسي في 25 يناير 1890، الساعة 3:51 مساءً، بعد أن استأجر بوليتزر، مالك صحيفة ذا وورلد، قطارًا خاصًا لإحضارها إلى منزلها.
عادت بلي إلى نيويورك، بعد مرور أكثر من سبعين يومًا على مغادرتها مدينة هوبوكين. أبحرت حول العالم، وسافرت بمفردها طوال الرحلة تقريبًا. كانت بيسلاند ما تزال تعبر المحيط الأطلسي في ذلك الوقت، لتصل إلى نيويورك بعد أربعة أيام ونص. فاتها اتصال، وتوجب عليها الإبحار على سفينة قديمة بطيئة (بوثنيه) بدلًا من سفينة سريعة (إترويا).
حققت رحلة بلي رقمًا قياسيًا عالميًا، على الرغم من أن الرقم حُسّن بعد أشهر قليلة من قبل جورج فرانسيس ترين، والذي كانت أول تجربة إبحار له حول العالم في عام 1870، وشكلت غالبًا مصدر إلهام لرواية فيرن. أكمل ترين الرحلة في 67 يومًا، وفي رحلته الثالثة في عام 1892، أكملها خلال 60 يومًا. كان أندريه ييجر شميت وهنري فريدريك وجون هنري مايرز، قد عدلوا الرقم القياسي بحلول عام 1913، حيث أنهوا الرحلة في أقل من 36 يومًا.

## وصلات خارجية
- نيللي بلي على موقع الموسوعة البريطانية (الإنجليزية)
- نيللي بلي على موقع إن إن دي بي (الإنجليزية)